# Eugagrella cuernosa
Eugagrella cuernosa is een hooiwagen uit de familie Sclerosomatidae.